# Lily Yuriko Nakai Havey
Lily Yuriko Nakai Havey est une aquarelliste et auteure américaine.

## Biographie
Née en 1932, Havey est une américano-japonaise de deuxième génération (Nisei), dont la famille a été envoyée dans des camps d'internement américano-japonais pendant la Seconde Guerre mondiale (à la suite de la signature du décret présidentiel 9066) alors qu'elle avait 10 ans. Sa famille a d'abord été envoyée au Santa Anita Assembly Center à Pasadena, en Californie, puis au Amache Relocation Center (Granada Relocation Center). Elle y vit pendant trois ans.
Havey est diplômée du Conservatoire de musique de la Nouvelle-Angleterre. Elle travaille ensuite comme professeure d'anglais et crée un atelier de vitraux. À 65 ans, elle commence à peindre, inspirée par les traitements suivis par les vétérans de la guerre du Viêt Nam victimes de troubles de stress post-traumatique. Elle vit dans l'Utah.

## Œuvre
Havey a écrit et illustré un mémoire intitulé Gasa Gasa Girl Goes to Camp, qui a été publié en 2014,. Elle y parle de sa famille à travers son récit et ses œuvres d'art. Le livre se concentre sur la confusion et la frustration qui résultent de son identité américaine et de son origine japonaise. « Pourquoi continuons-nous à prêter allégeance aux États-Unis ? Le gouvernement nous avait classés parmi les méchants Japonais et nous avait enfermés dans ce camp. Peut-être devrions-nous plutôt chanter l'hymne japonais... Oui, je connaissais cet hymne. Ma mère me l'avait appris parce que, disait-elle, « tu es japonaise, Yuriko ». "Japonaise ? Non, je suis américaine, ai-je insisté ». Elle montre que l'expérience du camp a été traumatisante et l'a affectée pour le reste de sa vie.